# ムクゲノ花ガ咲キマシタ
『ムクゲノ花ガ咲キマシタ』（むくげのはながさきました）は、金辰明による韓国の小説。1993年に出版され、7ヵ月で180万部、約1年で300万部を売り上げ、驚異的な記録を打ち立てた。この小説は読書·鳥の波運動推進委員会が毎年実施する「国民読書実態調査」で1994-1995年連続「最も記憶に残る本」1位になり、国民小説として位置づけられた。教保文庫によると、1994年韓国ベストセラー2位に上がった。また、1995年に映画化され、1995年度 良い映画、第6回 春史映画芸術賞 男子優秀演技賞（イ・ヘリョン）、審査委員特別賞を受賞した。この小説は出版後、日本でも話題になり、1994年に日本語訳本が出版された。

## 内容
三巻の長編である『ムクゲノ花ガ咲キマシタ』は1977年、米国で交通事故で死亡した核物理学者の李輝昭（イ·フィソ）博士をモデルに、朝鮮半島の核開発をめぐる国際的な陰謀を追跡する推理小説。

## 論争
李輝昭博士の親族は小説の内容に不満を抱き、作家を告訴した。裁判を通じて明らかになった事実は、李輝昭博士は核兵器開発に反対する立場であり、実際の研究分野も核兵器開発とは距離があるなど、核兵器開発に全く関わっていなかったということだ。李輝昭博士の遺族は、維新政権と核兵器に反対したにもかかわらず、小説は虚偽事実を記載し、名誉を傷つけたと主張した。これに対し裁判所は、虚偽の事実は事実だが、「韓国の読者が李輝昭に対して尊敬と慕慕の情を引き起こすと言え、我が社会で李輝昭の名誉がより高まったと見ることができるため、実際の生活とは異なる描写をされ、遺族の主観的な感情により李輝昭の名誉が毀損されたと考えられるが、社会通念上、李輝昭の名誉が毀損されたとはいえない」とした。
1997年、評伝『核物理学者李輝昭』の著者である孔石河は、金辰明を剽窃の疑いで告訴し、販売禁止を要請したが、ソウル裁判所はこれを棄却した。

## 漫画
2019年には漫画『誰も揺らがない国』に脚色された。原作は盧泰愚大統領当時を時代状況として描いているが、漫画は2019年の朝鮮半島を背景にしている。

## 翻訳
- 金辰明『ムクゲノ花ガ咲キマシタ』 上、方千秋訳、徳間書店、1994年8月。ISBN 4-19-860149-6。
- 金辰明『ムクゲノ花ガ咲キマシタ』 下、方千秋訳、徳間書店、1994年8月。ISBN 4-19-860150-X。